# Roza (Washington)
Roza az Amerikai Egyesült Államok északnyugati részén, Washington állam Kittitas megyéjében elhelyezkedő kísértetváros.
Roza postahivatala 1904 és 1935 között működött. A település névadója egy vasúti tisztviselő lánya.

## Fordítás
Ez a szócikk részben vagy egészben  a   Roza, Washington című angol Wikipédia-szócikk ezen változatának fordításán alapul.  Az eredeti cikk szerkesztőit annak laptörténete sorolja fel. Ez a jelzés csupán a megfogalmazás eredetét és a szerzői jogokat jelzi, nem szolgál a cikkben szereplő információk forrásmegjelöléseként.